# Now and Then, Here and There
Now and Then, Here and There (jap. 今、そこにいる僕, Ima, Soko ni iru Boku, dt. „Ich, der ich jetzt dort bin“) ist eine 13-teilige Anime-Serie, produziert von Pioneer LDC und AIC aus dem Jahr 1999. Es handelt sich dabei um die fiktive Geschichte um den Jungen Shû und das Mädchen Lala Ru.

## Handlung
Der Junge Shû (シュウ, Shū, eigentlich: Shūzō Matsutani (松谷 修造)) will gerade von einem Kendō-Kampf nach Hause gehen, als er das schüchterne Mädchen Lala Ru (ララ・ルゥ, Rara Rū) auf einem Schornstein entdeckt. Der neugierige Shû macht sich sofort auf zu ihr, doch kurze Zeit später steht die Zeit still und Lala Ru wird von mechanischen Kampfschlangen unter dem Kommando von Abelia (アベリア, Aberia) angegriffen, die scheinbar aus dem Nichts aufgetaucht sind und die Kinder in eine andere Welt entführen.
Sie landen in Hellywood, einer Festung in einer Wüstenwelt mit einer Sonne die den halben Horizont bedeckt – es wird angedeutet, dass dies die Erde in einer weit entfernten Zukunft ist – die von dem verrückten Diktator Hamdo (ハムド, Hamudo) regiert wird. Dieser sucht die uralte Lala Ru, die die Personifizierung des Wassers ist, und mit ihren Anhänger dieses erzeugen kann, wobei sie dadurch immer schwächer wird. Hamdo wiederum braucht dieses Wasser um seine fliegende Festung anzutreiben.
Shû versucht mit Lala Ru zu fliehen, diese wird jedoch gefasst, gibt Shû aber vorher ihren Anhänger. Kurz darauf wird er ebenfalls gefangen genommen, wobei er den Anhänger verliert. Er landet in einer Zelle, wo er auf Sala (サラ・リングワルト, Sara Ringuwaruto) trifft. Diese wurde ebenfalls aus Shûs Welt entführt, weil sie mit Lala Ru verwechselt wurde. Shû wird daraufhin wieder und wieder gefoltert, damit er Hamdo sagt, wo der Anhänger ist, obwohl er dies selber nicht weiß, während Sala regelmäßig von verschiedenen Soldaten vergewaltigt wird.
Nachdem man Shû glaubt, dass er nicht weiß, wo sich der Anhänger befindet, wird er in Hamdos Kinderarmee eingegliedert. Er wird unter das Kommando von Nabuca (ナブカ, Nabuka) gestellt, in dessen Gruppe sich auch der kleine Boo (ブゥ, Bū) und der ehrgeizige Tabool (タブール, Tabūru) befinden. Eines Nachts schleichen sich zwei Partisanen in Hellywood ein mit dem Ziel, Hamdo zu ermorden. Der Anschlag misslingt jedoch und einer der Partisanen wird auf der Flucht gestellt und von Nabuca erschossen. Als Sala wieder vergewaltigt werden soll, schafft sie es den Soldaten zu töten und flieht in die Wüste. Shû währenddessen muss an einer Expedition teilnehmen, bei der aus den umliegenden Dörfern einerseits Männer und Jungen für die Armee zwangsrekrutiert, andererseits Frauen und Mädchen zur Produktion von Nachwuchs für die Armee in Hamdos Festung verschleppt werden. Obwohl den Gefangenen versprochen wurde, dass sie nach Ende des Krieges in ihre Dörfer zurückkehren könnten, wird das Dorf nach dem Abzug der Soldaten von der Nachhut niedergebrannt.
Shû, der einige Gefangene befreien wollte, wird zur Hinrichtung in eine Zelle geworfen, wo er den Anhänger findet, und von Boo befreit wird. Er gibt Lala Ru den Anhänger, die damit die Festung unter Wasser setzt, und beide fliehen in die Wüste. Nach einiger Zeit erreichen sie den Rebellenstadtstaat Zari Barth, wo sie von Sis (シス, Shisu) aufgenommen werden, verschweigen aber Lala Rus wahre Identität. Sis kümmert sich auch um andere Kinder, unter anderem das Mädchen Soon, die auf die Rückkehr ihres Vaters wartet. Shû erkennt, dass der von Nabuca erschossene Partisan ihr Vater war und geht Soon aus dem Weg, da er es nicht ertragen kann, ihr die Wahrheit zu erzählen. Sie treffen auch auf Sala, die sofort auf Lala Ru losgeht, weil sie diese für alles, was ihr passiert ist, verantwortlich macht. Ein Spion Hamdos findet ebenfalls Zari Barth, woraufhin Hamdo mit dem Wasser von Lala Rus Überflutung seine Festung in Gang setzt. Als Sala erfährt, dass sie schwanger ist, will sie sich ertränken, doch Shû überzeugt sie weiterzuleben. Als die Stadtbewohner Lala Rus Name erfahren, wollen sie diese als Druckmittel gegen Hamdo gefangen nehmen unter der Führung von Elama (エランバ, Eranba), einem Radikalen der den Kampf aktiv gegen Hamdo führen will. Sis lässt Lala Ru verstecken und wird bei der Auseinandersetzung mit Elama schwer verletzt und gefangen genommen.
Hamdos Soldaten greifen Zari Barth an und richten ein Blutbad unter den Einwohnern an. Shû läuft zu Sis Haus, um die Kinder in Sicherheit zu bringen wird, dort jedoch von Boo und Nabuca gestellt, der droht, sie alle zu erschießen. Soon, die das Gespräch mitangehört hat und so herausfindet, dass Nabuca der Mörder ihres Vaters ist, schießt auf Nabuca. Boo wirft sich zwischen die beiden und wird tödlich getroffen, Nabuca erschießt daraufhin Soon. In der Zwischenzeit tritt Elama mit Lala Ru Abelia gegenüber, um mit ihr zu verhandeln. Abelia sieht dazu keine Veranlassung und tötet Elama. Da Lala Ru sich jetzt in Hamdos Gewalt befindet erteilt sie den Befehl, die Kampfhandlungen einzustellen. Shû, Sala und restlichen Überlebenden des Dorfes werden an Bord der Hellywood gebracht. Sis, die im Sterben liegt, bittet Sala, das ungeborene Kind nicht zu verstoßen.
An Bord der Hellywood erzählt Tabool Nabuca, dass ihr Heimatdorf zerstört wurde und sie nie mehr dorthin zurückkönnen. Nabuca wird von Tabool schwer verletzt, überlebt jedoch und schleppt sich bis zu Shûs Zelle, bevor er dort zusammenbricht und stirbt. Shû gelingt der Ausbruch aus dem Gefängnis und er macht sich auf die Suche nach Lala Ru. Er stößt auf Tabool und kämpft mit ihm, bevor er durch eine Glasscheibe bricht und auf Hamdo, Abelia und Lala Ru trifft. Lala Ru lässt die ganze Kraft ihres Anhängers frei, worauf die Welt überflutet wird und sich wieder Weltmeere bilden. Sie verblasst und stirbt daraufhin. Sala entscheidet sich hier zu bleiben, während Shû wieder in seine Welt zurückgesandt wird.

## Produktion und Veröffentlichung
Der Anime wurde 1999 von Pioneer LDC (heute: Geneon), AIC und Studio A.P.P.P. unter der Regie von Akitaro Daichi produziert. Dieser entwickelte auch die Idee zur Serie. Das Charakterdesign entwarfen Atsushi Ohizumi und Rie Nishino; künstlerischer Leiter war Masanobu Nomura.
Die Serie wurde vom 14. Oktober 1999 bis zum 20. Januar 2000 durch WOWOW in Japan ausgestrahlt. Eine englische Fassung wurde in Asien und Nordamerika ausgestrahlt, Déclic Images veröffentlichte eine französische Version. Anime-Virtual veröffentlichte von 2003 bis 2004 die Folgen auf drei DVDs auf Deutsch.

### Synchronisation
| Rolle   | Japanischer Sprecher (Seiyū) |
| ------- | ---------------------------- |
| Lala Ru | Kaori Nazuka                 |
| Shū     | Akemi Okamura                |
| Hamdo   | Kōji Ishii                   |
| Abelia  | Reiko Yasuhara               |
| Boo     | Hiroko Konishi               |
| Nabuca  | Yuka Imai                    |
| Tabur   | Akio Suyama                  |
| Sala    | Azusa Nakao                  |
| Sis     | Rika Matsumoto               |

### Musik
Taku Iwasaki komponierte die Hintergrundmusik der Serie. Der Vorspanntitel ist das Instrumentalstück Ima, Soko ni Iru Boku (今、そこにいる僕) von Toshio Masuda, im Abspann wurde Komoriuta … (子守歌...) gesungen von Reiko Yasuhara verwendet.